# Michael Kügler
Michael Kügler (Olpe, 1981. szeptember 3. –) német labdarúgó, az 1. FC Kaan-Marienborn középpályása.